# Rudy Zini
Rudy Zini (* 7. Juli 1988 in Tirano) ist ein italienischer Biathlet.

## Karriere
Rudy Zini lebt in Livigno und gehört seit 2007 als Sportsoldat dem Nationalkader Italiens an. Er startete seit 2006 im Biathlon-Europacup der Junioren. Erstes Großereignis wurden die Junioren-Weltmeisterschaften 2008 in Ruhpolding. Im heimischen Italien wurde Zini 19. des Einzels, 43. des Sprints, 36. der Verfolgung und Achter mit der Staffel. Kurz darauf nahm er auch an den Biathlon-Europameisterschaften 2008 der Junioren in Nové Město na Moravě teil und wurde 49. des Einzels, 45. in Sprint und Verfolgung sowie 12. im Staffelrennen. Auch 2009 in Canmore nahm der Italiener an den Junioren-Weltmeisterschaften teil. Erneut kam er in allen vier Rennen zum Einsatz, wurde 36. des Einzels, 19. des Sprints, 18. der Verfolgung und Siebter mit der Staffel. Bei italienischen Jugend- und Juniorenmeisterschaften gewann er 2007 die Titel im Sprint in Brusson und den Massenstart in Ridnaun, 2008 wurde er Vizemeister der Verfolgung in Forni Avoltri.
Auch im Leistungsbereich konnte Zini 2009 bei den nationalen Meisterschaften erstmals Erfolge erreichen, nachdem er im Jahr zuvor noch ohne nennenswerte Resultate zu erreichen antrat. Nachdem er im Massenstart Siebter wurde, gewann er einen Tag später an der Seite von Christian De Lorenzi und Stefan Zingerle den Titel mit der Staffel gewinnen. Dabei traten die als B-Staffel ihres Vereines CS Esercito an und verwiesen die A-Staffel mit René-Laurent Vuillermoz, Nicola Pozzi und Markus Windisch auf den zweiten Platz. Seit der Saison 2009/19 gehört Zini dem B-Nationalkader Italiens an. In Ridnaun debütierte er 2009 bei einem Einzel im IBU-Cup und gewann als 24 gleich Punkte. Erstmals unter die besten Zehn lief er als Achter eines Sprints in Obertilliach in der folgenden Saison. Es folgte mit den Biathlon-Europameisterschaften 2011 in Ridnaun auch das Debüt bei einem internationalen Großereignis. Zini wurde 23. des Einzels und mit Daniel Taschler, Dominik Windisch und Pietro Dutto Staffel-Siebter. Im weiteren Jahresverlauf startete er auch in Martell bei den Sommerbiathlon-Europameisterschaften 2011 und belegte die Plätze 18 im Sprint sowie sechs mit Karin Oberhofer, Alexia Runggaldier und Dominik Windisch mit der Mixed-Staffel.

## Statistik

### Platzierungen im Biathlon-Weltcup
Die Tabelle zeigt alle Platzierungen (je nach Austragungsjahr einschließlich Olympische Spiele und Weltmeisterschaften).
- 1.–3. Platz: Anzahl der Podiumsplatzierungen
- Top 10: Anzahl der Platzierungen unter den ersten zehn (einschließlich Podium)
- Punkteränge: Anzahl der Platzierungen innerhalb der Punkteränge (einschließlich Podium und Top 10)
- Starts: Anzahl gelaufener Rennen in der jeweiligen Disziplin
- Staffel: inklusive Mixed- und Single-Mixed-Staffeln

| Platzierung              | Einzel | Sprint | Verfolgung | Massenstart | Staffel | Gesamt |
| ------------------------ | ------ | ------ | ---------- | ----------- | ------- | ------ |
| 1. Platz                 |        |        |            |             |         |        |
| 2. Platz                 |        |        |            |             |         |        |
| 3. Platz                 |        |        |            |             |         |        |
| Top 10                   |        |        |            |             | 1       | 1      |
| Punkteränge              |        |        |            |             | 1       | 1      |
| Starts                   | 1      |        |            |             | 1       | 2      |
| Stand: 31. Dezember 2021 |        |        |            |             |         |        |